# Słowo na R
Słowo na R (ang. The Big C, 2010–2013) – amerykański serial komediowo-dramatyczny stworzony przez Darlene Hunt. 
Serial był emitowany od 16 sierpnia 2010 do 20 maja 2013 roku na kanale Showtime. W Polsce nadawany jest od 30 marca 2012 roku na kanale Tele 5.

## Opis fabuły
Serial koncentruje się na Cathy Jamison (Laura Linney), żonie i matce u której zdiagnozowano raka. Od teraz stara się zmienić swoje życie.

## Obsada
- Laura Linney jako Catherine "Cathy" Jamison
- Oliver Platt jako Paul Jamison
- John Benjamin Hickey jako Sean Tolkey
- Gabriel Basso jako Adam Jamison
- Gabourey Sidibe jako Andrea Jackson
- Phyllis Somerville jako Marlene
- Reid Scott jako dr Todd Miller
- Cynthia Nixon jako Rebecca
- Nadia Dajani jako Tina
- Idris Elba jako Lenny
- Hugh Dancy jako Lee

## Odcinki
| Sezon | Sezon | Odcinki | Oryginalna emisja | Oryginalna emisja |
| Sezon | Sezon | Odcinki | Premiera sezonu   | Finał sezonu      |
| ----- | ----- | ------- | ----------------- | ----------------- |
|       | 1     | 13      | 16 sierpnia 2010  | 15 listopada 2010 |
|       | 2     | 13      | 27 czerwca 2011   | 26 września 2011  |
|       | 3     | 10      | 8 kwietnia 2012   | 17 czerwca 2012   |
|       | 4     | 4       | 29 kwietnia 2013  | 20 maja 2013      |